# Strzelanina w Ad-Dair
Strzelanina w Ad-Dair – strzelanina, do której doszło 11 lutego 2016 w miejscowości Ad-Dair w prowincji Dżazan w Arabii Saudyjskiej. 30-letni nauczyciel wtargnął do miejscowego oddziału Ministerstwa Oświaty i otworzył ogień z karabinka AK do znajdujących się tam osób, zabijając 7 z nich (5 na miejscu, 2 zmarły w szpitalach) i raniąc kolejną osobę, po czym został obezwładniony i aresztowany przez policję.